# گاستونی
گاستونی (به مجاری:  Gasztony) یک شهرداری در مجارستان است که در واش واقع شده‌است. گاستونی ۱۴٫۲۷ کیلومتر مربع مساحت و ۴۷۴ نفر جمعیت دارد.